# Regime Geral de Previdência Social
Regime Geral de Previdência Social (RGPS) é o conjunto de regras que estabelecem os direitos e deveres relacionados ao regime público de previdência social no Brasil. 
É o regime jurídico que abarca a população em geral, como os trabalhadores da iniciativa privada e os contribuintes individuais (empresários e autônomos, por exemplo), desde que contribuam para o regime. Os servidores públicos titulares de cargo efetivo, os militares e os membros do Poder Judiciário, do Ministério Público (MP) e do Tribunal de Contas da União (TCU) estão vinculados a outros Regimes Próprios, com regras e requisitos diferenciados. O RGPS também abrange parte dos servidores públicos, nos casos em que o ente federativo não criou um regime próprio. É obrigatório (quem exerce atividade remunerada deve estar filiado/a), nacional (as mesmas regras valem em todo o país) e público.
O INSS é responsável por administrar o Regime Geral de Previdência Social, realizando a concessão e gestão de benefícios e serviços previdenciários. Os pagamentos, por sua vez, são realizados pelo Fundo do Regime Geral de Previdência Social, entidade distinta e com Cadastro Nacional da Pessoa Jurídica próprio.

## Origem
O atual modelo de proteção social no Brasil foi instituído pela Constituição Federal de 1988 por meio do sistema de Seguridade Social, que tem por objetivo garantir a atuação do Estado nas áreas de saúde, assistência social e previdência social.
O INSS foi criado em 1990, substituindo os antigos INPS e IAPAS, com a função de administrar os benefícios e serviços da previdência social e de arrecadar, fiscalizar e cobrar as contribuições sociais destinadas ao custeio do sistema previdenciário. Estas últimas funções, de natureza tributária, foram transferidas em 2007 para a Receita Federal do Brasil.

## Legislação

### Princípios
Nos artigos 1º a 6º (artigos 6º e 7º encontram-se revogados) temos a base da organização do sistema de previdência social. Este será baseado em contribuição, assegurando a seus beneficiários uma forma de manter condições indispensáveis de manutenção de suas garantias individuais.
É no artigo 2º que se encontram os princípios e objetivos que regem o sistema:
- universalidade de participação nos planos previdenciários - todos os contribuintes, sem exceção, têm garantida sua participação no sistema de previdência;[4]

- uniformidade e equivalência dos benefícios e serviços às populações urbanas e rurais;[4]

- seletividade e distributividade na prestação dos benefícios; - os dois enunciados o da uniformidade e seletividade carregam exemplos do princípio da isonomia anunciado desde o artigo 5º da Constituição Federal: igualdade onde esta deve ser aplicada e diferenciação onde faz-se necessária a distinção de competências, capacidades e direitos;[4]

- cálculo dos benefícios considerando-se os salários-de-contribuição corrigidos monetariamente[4]

- irredutibilidade do valor dos benefícios de forma a preservar-lhes o poder aquisitivo;[4]

- valor da renda mensal dos benefícios substitutos do salário-de-contribuição ou do rendimento do trabalho do segurado não inferior ao do salário mínimo - reflexo do artigo 7º da Constituição Federal, inciso IV;[4]

- previdência complementar facultativa, custeada por contribuição adicional;[4]

- caráter democrático e descentralizado da gestão administrativa, com a participação do governo e da comunidade, em especial de trabalhadores em atividade, empregadores e aposentados - complementa ainda tal princípio o parágrafo único seguinte, dispondo que participação referida será efetivada a nível federal, estadual e municipal.[4]

### Órgãos
Em seguida à descrição dos princípios e objetivos, estão relacionados no artigo 3º os membros do Conselho Nacional de Previdência Social, sendo seis representantes do Governo Federal, e nove da sociedade civil, sendo que desses nove, três representarão os aposentados, outros três os empregadores, e finalmente outros três representarão os trabalhadores. Esses representantes terão nomeação do Presidente da República. O próximo artigo, o 4º cuidará de estabelecer as atribuições deste mesmo conselho.
Mais à frente o artigo 5º vai tratar do suporte que os órgãos governamentais deverão dar ao RGPS, mais concretamente fornecendo informações, estudos técnicos, e proposta orçamentária da Previdência social com antecedência mínima de dois meses.
Finalizando o título I da lei 8.213/91, o artigo 6º delibera sobre a criação de uma ouvidoria da Previdência social, com atribuições a serem especificadas em regulamento próprio.
O INSS é responsável por administrar o Regime Geral de Previdência Social, realizando a concessão e gestão de benefícios e serviços previdenciários.

### Sistema de previdência social
O único artigo deste título II, artigo 9º, estabelece a composição do sistema de previdência social e seu respectivo regime, sendo que este se divide em duas modalidades: o regime geral e o facultativo complementar (regulado pela Lei Complementar 109/01). Faz-se importante notar que não há menção na lei 8.213 dos regimes próprios de militares e de servidores públicos, apesar destes serem considerados parte integrante do sistema. É no Decreto 3048/99, que trata do Regulamento da Previdência Social que teremos a menção de tais regimes aqui "esquecidos" pelo legislador. Lá, em seu artigo 6º constam como integrantes da previdência social: I) o Regime Geral de Previdência Social; e II) os regimes próprios de previdência social dos servidores públicos e dos militares.
É ainda importante salientar o disposto no parágrafo 1º, ou seja, a cobertura do regime de previdência às situações listadas no artigo 1º, com exceção do desemprego voluntário.

## Beneficiários e prestações
O título III é o mais extenso e o cerne real da lei 8.213, indo do artigo 10 ao 124. Nele serão abordados os casos dos beneficiários (segurados e dependentes), e suas respectivas inscrições. Tratará ainda das prestações em geral, suas espécies, cálculo e valor de benefícios e do reajuste de seus valores, dos benefícios, dos serviços, da contagem recíproca de tempo de serviço e as disposições diversas relativas às prestações.

### Segurados
A Lei nº 8.212/1991 estabelece cinco as categorias de segurados obrigatórios da Previdência Social, classificadas como: 
- empregadoː presta serviço à empresa mediante pagamento de salário e tem carteira assinada.[5]
- empregado domésticoːtrabalha no âmbito de uma residência[5]
- contribuinte individualː trabalhador autônomo[5]
- trabalhador avulsoː presta serviço a diversas empresas, sem vínculo empregatício, de natureza urbana ou rural, por intermédio de sindicato ou órgão gestor de mão-de-obra (OGMO)[5]
- segurado especialː agricultor familiar, pescador artesanal e o indígena[5]

A lei também admite a filiação na qualidade de segurado facultativo das pessoas físicas que não exerçam atividade remunerada, dentre outros, como a dona de casa, o estudante, o estagiário, o bolsista e o desempregado.

### Benefícios
Benefícios do segurado
- aposentadoria por invalidez;
- aposentadoria por idade;
- aposentadoria por tempo  de contribuição;
- aposentadoria especial;
- auxílio-doença;
- salário-família;
- salário-maternidade;
- auxílio-acidente;

Benefícios do dependente:
- pensão por morte;
- auxílio-reclusão;

Benefícios do segurado e dependente:
- serviço social;
- reabilitação profissional